# Ulla von Höpken

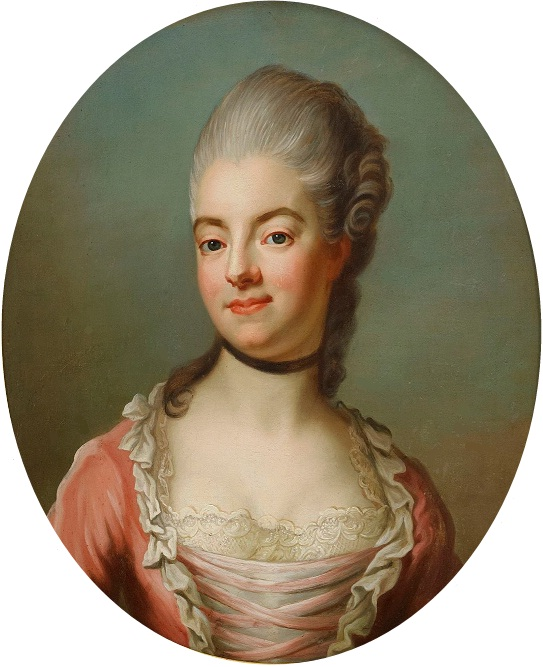
Ulla von Höpken. Gemälde von Jakob Björck

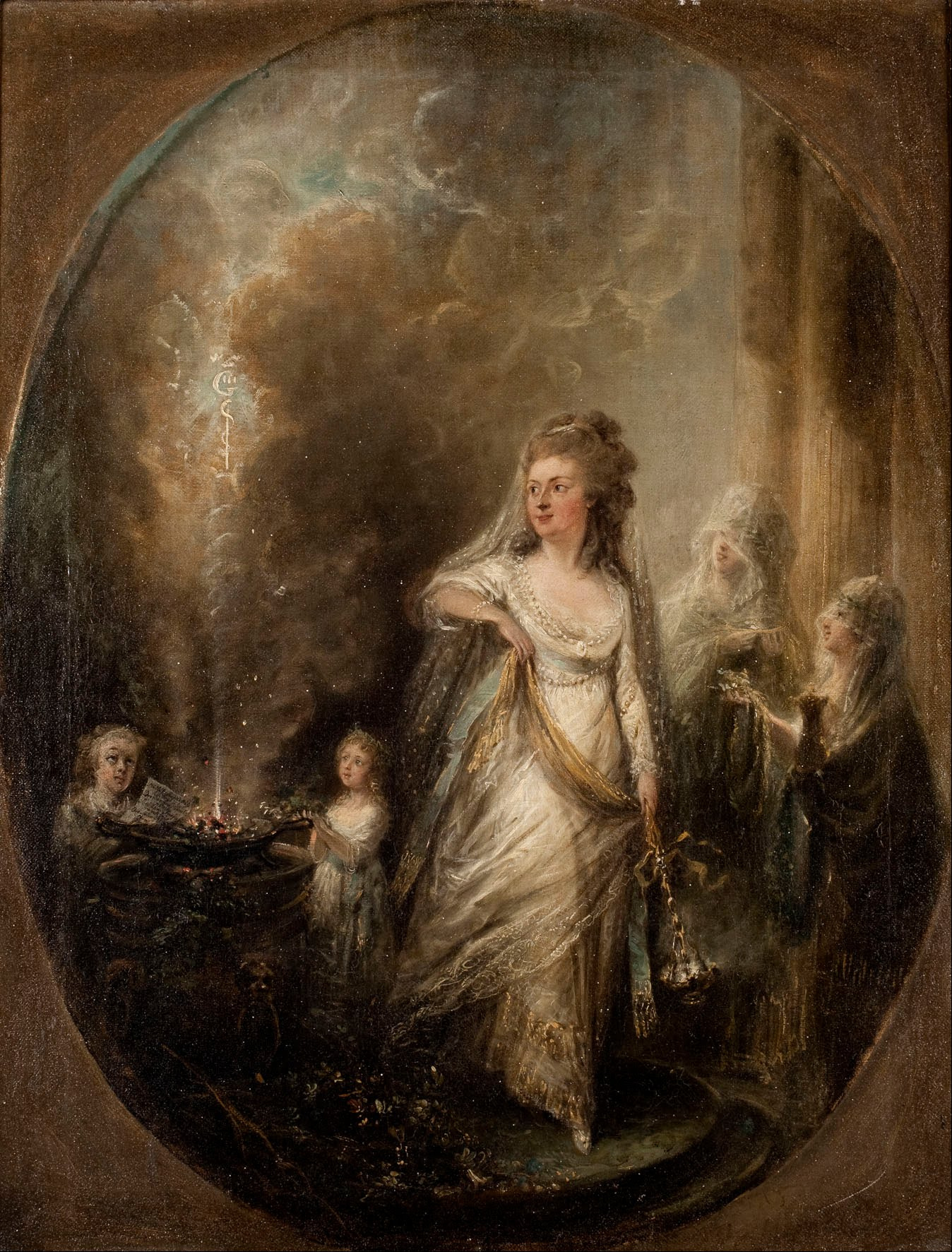
Ulla von Höpken, Gemälde von Elias Martin

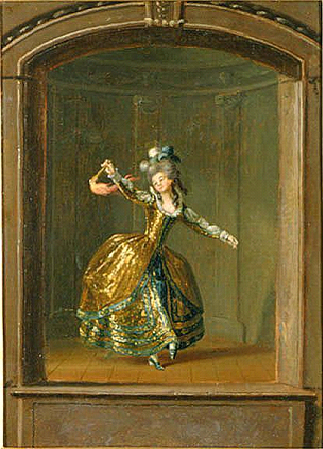
Ulla von Höpken als Darstellerin im Amateurtheater von Gustav III.

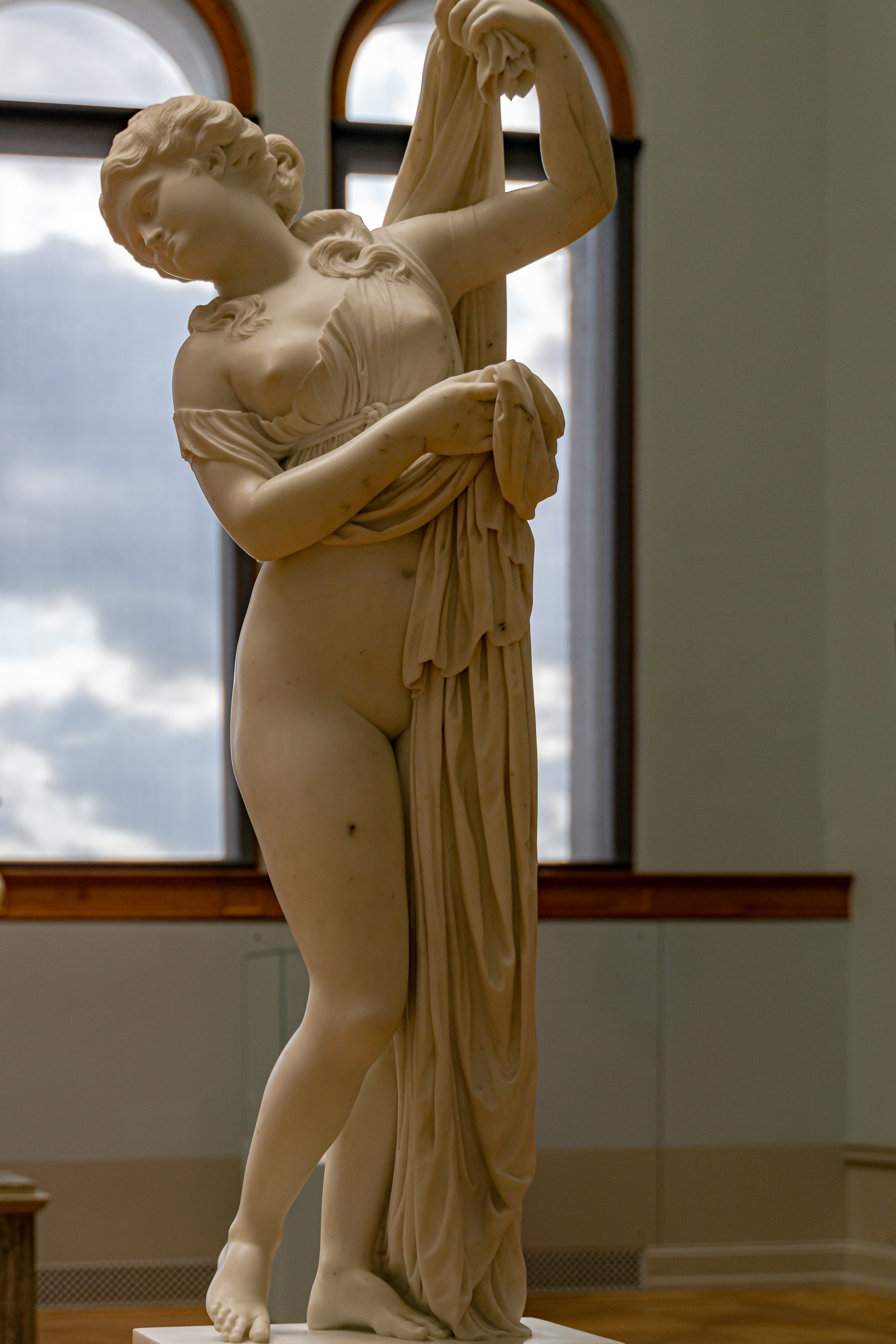
Aphrodite Kallipygos oder Venus aux belles fesses (1779) von Johan Tobias Sergel, der im Auftrag von Gustav III. Ulla von Höpken als Modell verwendete, Schwedisches Nationalmuseum

Ulrika Ulla Eleonora von Höpken, später von Wright, geborene von Fersen (* 24. März 1749; † 17. September 1810 auf dem Rittergut Frötuna in der Gemeinde Rasbo), war eine schwedische Adelige und Hofdame (Statsfru). Sie war eine der bekanntesten Persönlichkeiten in der Zeit von Gustav III. und ist zusammen mit Augusta Löwenhielm und Louise Meijerfeldt als eine der „drei Grazien“ bekannt. Sie war zu ihrer Zeit für ihr Liebesleben berüchtigt, wird in zeitgenössischen Memoiren und Tagebüchern erwähnt und ist auch in der Kunst dargestellt worden.

## Leben
Ulrika von Fersen war eine von sechs Töchtern des Oberjägermeisters Graf Carl Reinhold von Fersen und Charlotta Sparre. Sie war die Enkelin von Hans von Fersen, Nichte von Axel von Fersen dem Älteren und Cousine von Axel von Fersen dem Jüngeren. 1770 heiratete sie den Baron Nils von Höpken (1750–1780), Rittmeister in der schottischen Kavallerie. 1797 heiratete sie erneut, Oberst Georg Jonas von Wright. Sie hatte drei Kinder: Ulrika Sofia Albertina von Höpken (* 1772, jung gestorben), Nils von Höpken (1774–1829) und Augusta Lovisa von Höpken (1775–1801).
Ulrika von Fersen wurde schon in jungen Jahren an den Hof eingeführt, wo sie 1766–1770 als Hofdame der Königin Sophie Magdalene mit Schönheit und Charme geglänz haben soll. Prinz Friedrich Adolf soll sich in sie verliebt haben, was sie aber nicht ernst genommen haben soll. Fredriks Werben um sie dauerte aber mehrere Jahre und fand zur gleichen Zeit statt wie das Werben seines Bruders Prinz Karl um Brita Horn. Im Jahr 1767 beschrieb der Memoirenschreiber Adolf Ludvig Hamilton über die „unstillbare Liebe der Fürsten zu den Hofdamen Brita Horn und Ulrika Fersen“. Die Liebe sei dem unterschiedlichen Charakter der beiden Damen angemessen gewesen: „Fräulein Fersen, fröhlich, heiter und kapriziös, betrachtete die ganze Verhandlung als einen kleinen Zeitvertreib, der ihrer Selbstliebe schmeichelte, und ließ es dabei bewenden.“ Prinz Friedrich Adolf soll ihr einen Heiratsantrag gemacht haben, aber zusätzlich zu von Fersens Unernsthaftigkeit in der Sache waren beide Familien dagegen.
1770 heiratete Ulrika von Fersen den Baron Nils von Höpken. Ihre Ehe wird als anfänglich glücklich beschrieben; sie hätten finanzielle Probleme ignoriert und seien mit Amor und Psyche verglichen worden. Der Ehemann wurde als sehr gut aussehend beschrieben, aber durch Verschwendung und Glücksspiel ruiniert. Ab 1773 lebten sie getrennt und von Höpken kehrte an den Hof zurück.
Ulla von Höpken war zwischen 1775 und 1795 Hofdame und Statsfru der dann Königin Sophie Magdalene und wurde eine bekannte Figur im höfischen Leben der gustavianischen Ära.
Während ihrer Zeit in Paris hatte ihre Mutter von der Ballerina Marie Sallé das Tanzen erlernt, was sie ihren Töchtern Augusta und Ulla beibrachte. Ulla von Höpken und Augusta Löwenhielm wurden dann am sogenannten „Hoftheater“ durch ihre Tanzkünste berühmt. Zu dem von Mitgliedern des Hofes veranstalteten Amateurtheater Gustavs III. gehörten unter anderem auch Caroline Lewenhaupt, Carl von Fersen, Hedvig Ulrika De la Gardie, Nils Barck, Maria Aurora Uggla, Otto Jacob Zoege von Manteuffel und Bror Cederström.
Ulla von Höpken wurde durch ihr Liebesleben bekannt. Im Jahr 1778 hatte sie ein Verhältnis mit dem Kammerherrn Baron Evert Vilhelm Taube. Im selben Jahr wurde sie zum Gegenstand eines Skandals, als angeblich von ihr stammende Briefe, mehrere Männer einluden, sich gleichzeitig mit ihr zu treffen. Im Jahr 1781 wurde die Parodie "Lisimons" geschrieben, um erneut eine Beziehung von ihr zu drei verschiedenen Männern gleichzeitig zu beschreiben. Ab etwa 1780 hatte Ulla von Höpken jedoch ein ernsthaftes und dauerhaftes Verhältnis mit Georg Jonas von Wright, den sie schließlich siebzehn Jahre später heiratete. Sie wurde so etwas wie ein Symbol für die liberalen sexuellen Ansichten der Zeit im Kreis des Hofes, und 1782 hieß es, dass „die moderne Aphrodite in Gestalt von Ulla Höpken die Welt regiert“.S. 318
Ulla von Höpken war eng mit König Gustav III. befreundet, und sie pflegten in einer scherzhaft-flirtenden Weise miteinander zu sprechen, die Aufmerksamkeit erregte. Überliefert wurden Dialoge wie die Äußerung von Gustav III.: „Ja, du Ulla und ich, wir sind Freunde für immer und werden uns nie trennen“, mit der Antwort von Höpkens: „Vielen Dank, ich habe bereits eine unglückliche Ehe hinter mir, und das reicht vielleicht schon.“ 1780 verließ ihr Mann plötzlich unerlaubt sein Regiment in Schonen und verlangte, mit seiner Frau auf Schloss Gripsholm zu leben. Ulla von Höpken bat daraufhin Gustav III. um Hilfe, und dieser gab den Befehl, ihren Mann notfalls zu verhaften und nach Schonen zurückzubringen. Ulla von Höpkens Stellung wurde 1782 durch einen Konflikt gestört, der angeblich dadurch entstand, dass der neue Favorit Gustavs III., Gustaf Mauritz Armfelt, sie vor dem König verleumdete, nachdem sie sich abfällig über Armfelt geäußert hatte, aber ihre Freundschaft wurde wiederhergestellt, und noch 1788 bezeichnete Hedwig von Schleswig-Holstein-Gottorf sie in ihrem Tagebuch als jemanden, die es sich leisten konnte, ganz offen mit dem Monarchen zu sprechen. Claes Julius Ekeblad sagte über sie, dass sie „ein Grund für viele wichtige Ereignisse in der Gesellschaft im Allgemeinen und in wichtigen Dingen im Besonderen gewesen sein dürfte“.S. 278

„Sie heiratete in jungen Jahren und stürzte sich sofort in eine Vielzahl von Abenteuern, da ihr eine behütete Erziehung fehlte. Alle Herren amüsierten sich über ihre heitere und geistreiche Unterhaltung; aber ihr Mann, der eifersüchtig und brutal war, stritt sich mit ihr, sobald sie mit jemandem sprach, und begnügte sich schließlich nicht mit harten Worten, sondern begann sie zu schlagen. Er selbst hielt sich in Gasthäusern auf, betrank sich und spielte hohe Spiele, wobei er meistens verlor, und der beklagenswerte Zustand, in dem er seine Frau zurückließ, hat sicherlich zu ihrer jetzigen Lebensweise beigetragen, denn seit sie so lebt, als sei sie von ihrem Mann geschieden, hat sie sich wirklich von ihm gelöst. Man muss nachsichtig mit ihren Fehlern sein, die ihr selbst am meisten schaden; was aber noch schwerer zu verzeihen ist, sind die vielen Schwierigkeiten, die sie ständig macht. Da es ihr gelungen ist, die Gunst des Königs zu erlangen, kann sie es nicht ertragen, dass er einer anderen Aufmerksamkeit schenkt, und sie würde gerne hingehen und so tun, als sei sie die bevorzugte Sultanin, wenn auch nicht immer mit viel Erfolg. Ihr Wesen ist eine seltsame Mischung aus Witz und Leichtsinn, und sie ist nicht ohne ein wenig Bosheit. Ich möchte nicht ihr vertrauter Freund sein, denn sie ist nicht sehr loyal und würde zweifellos die heiligste Freundschaft aufs Spiel setzen, nur um einen Scherz zu machen; ich möchte auch nicht mit ihr im Streit liegen, denn sie behandelt ihre Feinde gnadenlos und zögert nicht, alle möglichen Verleumdungen auszusprechen. Ihre eher seelischen Gaben sind wenig kultiviert, und das Lesen macht ihr nicht viel Spaß, und sie hat überhaupt keine Ahnung von der Sache selbst; sie kennt nicht einmal den Namen davon. Sie ist sehr angenehm und sieht in der Tat sehr gut aus, und, wenigstens als sie noch ihre ganze Frische hatte, glich sie vollkommen einer Hebe, weshalb der König auch den hervorragenden Bildhauer Sergel veranlasste, ihren Kopf und ihre Gesichtszüge auf ein Venusbild zu setzen.“

In einem Nachtrag aus dem Jahr 1782 fügt von Schleswig-Holstein-Gottorf jedoch hinzu, dass von Höpken sich verändert habe, seit sie 1781 eine dauerhafte Beziehung eingegangen sei, und sich seitdem „angemessener“ verhalte.S. 454
Ulla von Höpken geriet in Konflikt mit Gustav III., nachdem er ihren Onkel auf dem Reichstag von 1789 verhaften ließ. 1795 verließ sie schließlich zusammen mit ihrer Schwester Augusta den Hof, als Protest gegen den Verlust der Stellung ihrer Mutter als Oberhofmeisterin. 1797 heiratete sie von Wright, mit dem sie glücklich in Uppsala gelebt haben soll. Nach dem Tod ihres Mannes im Jahr 1800 lebte sie bei ihren Schwestern.
Zusammen mit ihrer Schwester Augusta und Lovisa Meijerfeldt wurde sie im berühmten Gedicht De tre gracerna (1781) von Johan Henrik Kellgren als eine der „drei Grazien“ bezeichnet. Ulla von Höpken stand im Auftrag von Gustav III. Modell für die Venus Kallipygos von Sergel, Venus aux belles fesses (1779), die Gustav als Gegenstück zum Apollino in seinem Salon in Auftrag gab. Nach ihr wurde die Fregatte Ulla Fersen (1789) benannt, die im Krieg von 1790 diente und im März 1801 auf dem Weg nach Saint-Barthélemy von den Briten gekapert wurde. Ole Söderström schrieb den Roman Venus i rokoko: en roman om Ulla von Fersen (1960) über sie.